# Bernardin Mimault
Bernardin Mimault est un peintre français né à Draguignan le 26 mai 1609 et mort à Aix-en-Provence en 1673.
Il était le fils de François Mimault, peintre à Draguignan puis à Aix-en-Provence, et de Marguerite Paul.

## Biographie

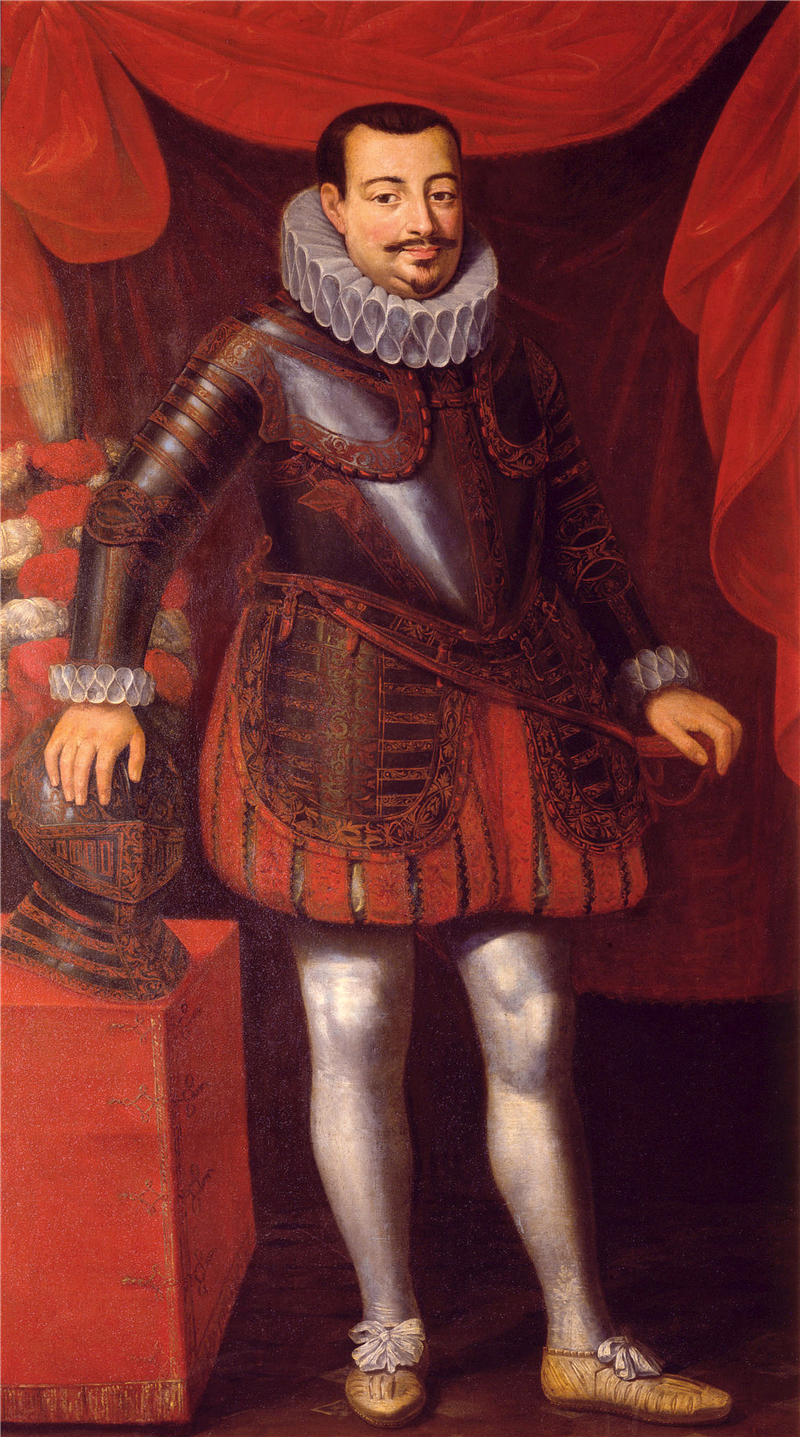
Portrait de Charles II de Monaco par Bernardin Mimault

Il est né à Draguignan quand son père y était installe comme peintre depuis 1608. Il est né l'année suivante. Il a été l'élève de son père et a étudié à Rome. Il a habité dans la paroisse de la Madeleine, à Aix-en-Provence.
Il a travaillé pour la famille princière de Monaco entre 1634 et 1640. Il a réalisé le portrait de Jeanne Grimaldi (1596-1620), princesse de Trivulce et de Charles II de Monaco (1581-1589). Honoré II lui donna licence de partir le 17 octobre 1642, et lui fit délivrer un témoignage de satisfaction : « Nous avons gardé en notre maison, pendant quelques mois, le sieur Bernardin Mimault, d'Aix, qui exerça auprès de nous sa profession de peintre
Il peint une Annonciation en 1639/1640, deux tableaux représentant saint Honoré et saint Jean-Baptiste pour orner les vantaux de la porte de l'orgue de l'ancienne église Saint-Nicolas, détruite en 1874. Ces tableaux se trouvent maintenant dans la cathédrale de Monaco..
En 1658, Pierre Puget quit avait reçu une commande de treize tableaux pour la « chapelle des Messieurs de la grande congrégation » au collège des jésuites d'Aix-en-Provence en 1658. Bernardin de Mimault s'était porté garant de Pierre Puget. Ce dernier quitte Aix-en-Provence pour une raison inconnue en 1660. Bernardin est appelé par la congrégation pour la réalisation des tableaux composant un cycle sur la vie de la Vierge. Bernardin Mimault ne pouvant réaliser cette commande, des tableaux ont été réalisés à Rome, en particulier par les peintres Ciro Ferri et Giacinto Gimignani, disparus en 1791, en plus de l'Annonciation et la Visitation de Pierre Puget. Trois tableaux ont été peints par Reynaud Levieux, Jean Daret. Bernardin Mimault peint pour la tribune de la chapelle un tableau sur le thème des Anges musiciens. Il a été payé en 1663 2 000 livres pour les tableaux qu'il a fait faire « à la ville de Rome ».

## Élèves
- Laurent Fauchier (1643-1672)[3] a été placé comme élève pendant 3 ans, en 1657, par son père Balthazar Fauchier. Cet apprentissage va durer jusqu'en 1664. C'est probablement pendant cette période de formation que Pierre Puget l'a rencontré. L tradition veut que Pierre Puget lui a confié la formation de son fils François Puget, à son retour de Gênes.